# 美杜莎
美杜莎（古希臘語：Μέδουσα，意為“守護者、保護者”等），或譯墨杜萨，是希腊神话人物，戈爾貢之一。她通常被描述為有翅膀的女性，頭髮內有活的毒蛇。凝視她眼睛的人都會變成石頭。大多資料將她描述為佛西士（Phorcys）和克托（Ceto）的女兒，但希吉努斯则记载她是戈爾貢和克托的女兒（或她與姐妹為堤豐和艾奇娜的孩子）。
在希臘神話中，美杜莎被珀爾修斯斬首，然後珀爾修斯使用她的頭作為武器，直到他把它交給女神雅典娜放在她的盾牌上，她的頭保留了將旁觀者變成石頭的能力。在古典時代，美杜莎的頭像出現在被稱為女魔臉形飾（Gorgoneion）的驅邪裝置中。
根據珀爾修斯的說法，她在伊奧利亞海濱城鎮 Κισθήνη 附近的薩爾佩頓（Sarpedon）生活和死亡。公元前 2 世紀的小說家 Dionysios Skytobrachion 將她放在古利比亞的某個地方，希羅多德曾說在那裡柏柏爾人在他們的傳統宗教之中發想出她的神話。
根據詩人阿波羅多洛斯的《书库》所述，美杜莎在外觀有纏著龍鳞的頭、像野豬一般的獠牙、青銅般的手爪、金色的翅膀。

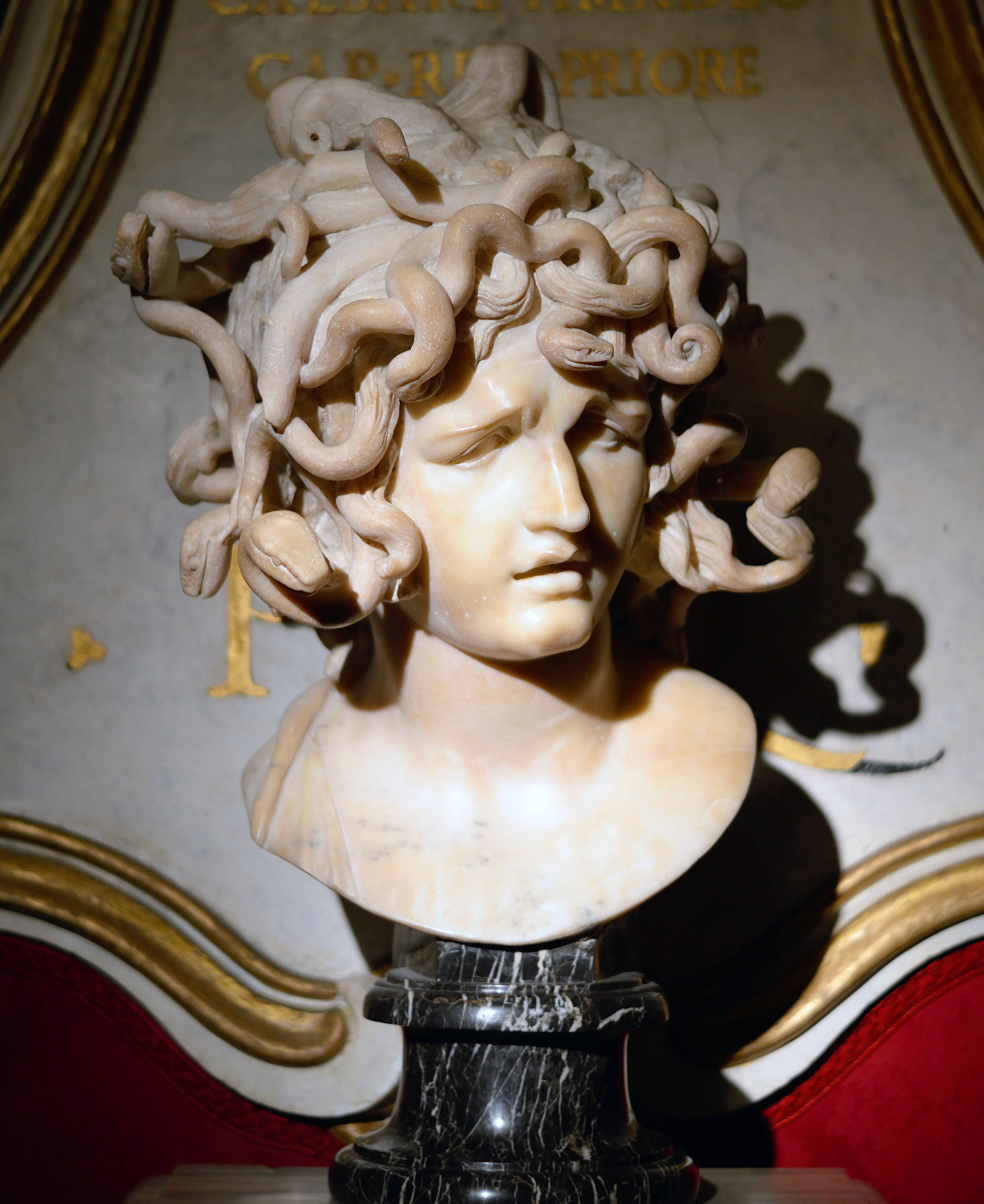
美杜莎雕像

## 神話記述

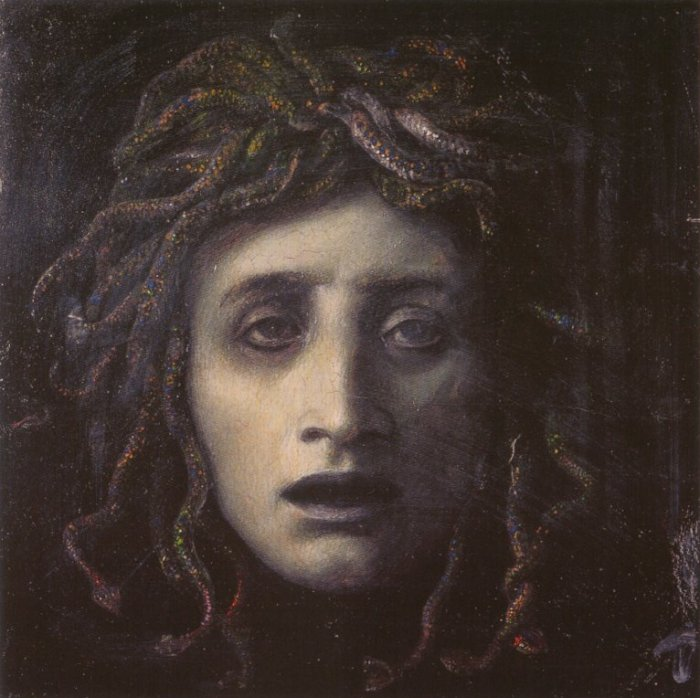
阿诺德·勃克林于1878年绘制的关于“美杜莎”的画

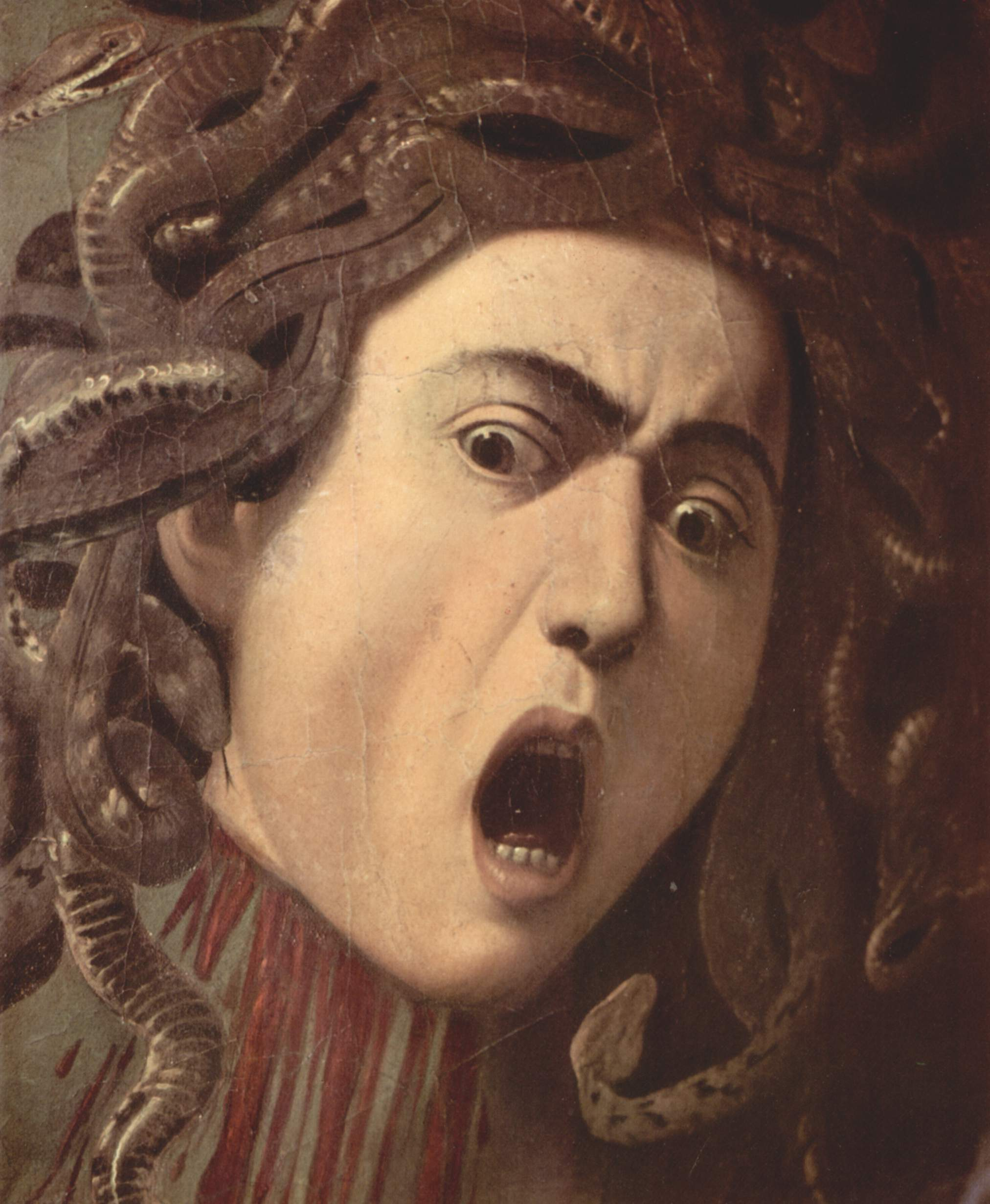
藏于乌菲兹美术馆的卡拉瓦乔所绘于1595-1596年左右的绘画“美杜莎”

古代传说中，美杜莎的形象就几经变化。公元前8世纪的《荷马史诗》称美杜莎的头被用来装饰盾牌以吓阻敌人，但其中未介绍戈耳工神话之来源。公元前7世纪的《神譜》较完整介绍了美杜莎的故事，此时美杜莎相关的艺术作品已遍及希腊各地，常见描述是面目可憎、吐舌、猪齿、头缠毒蛇的巨型女妖。公元前490年左右的《皮托凯歌（10）》有所不同，其中的美杜莎面容娇好，此后该形象也流传于希腊各地及文献中。在罗马帝国地理学家保萨尼亚斯笔下，美杜莎是屈顿尼斯湖的守护者。奧維德的《變形記》中，美杜莎本是一名美丽少女也是擔任雅典娜神庙的女祭司深受波塞冬的仰慕，當她在雅典娜神庙中跟波塞冬幽會（另一個說法是受到凌辱）被雅典娜得知此事因而受罰，使自己的秀发变为毒蛇，雙眼被施法成看到她的人会变成石头。阿波罗多洛斯的《神话全书》中，美丽的美杜莎不自量力与雅典娜比美而被变为女妖。
赫西俄德的《神譜》也稱黑髮的波塞冬被金髮的美杜莎吸引住而與美杜莎共度一夜。歐里庇得斯的《伊翁》中也稱美杜莎是蓋亞生出来與諸神作怪的妖怪。美杜莎一詞有“極度醜陋的女子”之含意。
羅馬詩人奧維德的《變形記》中记述，在純潔的密涅瓦神廟裡，涅普頓獲得美杜莎的愛。也提及涅普頓變成一隻鳥和蛇髮的美杜莎生下飛馬，因而被密涅瓦變成蛇髮，但石化人的能力仍是美杜莎所天生擁有的。
戈爾貢三姐妹中只有美杜莎是血肉之軀（並非凡人，僅表示可以被殺死的），所以珀耳修斯受到雅典娜和赫耳墨斯等諸神的幫助才成功砍下她的頭顱，珀耳修斯将美杜莎的頭顱裝在特製的皮囊中，隨後飛上天空逃走。在天空中還遭遇狂風，在經過利比亞沙漠時，皮囊不小心傾斜一下，從美杜莎頭顱上滴下的點點鮮血落到地上，變成各型各色的毒蛇。珀耳修斯借助美杜莎頭顱的力量除掉海怪解救安德洛墨達還將菲纽斯和他的士兵們變成石像，以及將阿特拉斯變成石山。最後珀耳修斯將美杜莎的頭顱獻給雅典娜，雅典娜將它鑲嵌在神盾埃癸斯的中央（也有的神話說是嵌在雅典娜的護甲上）。根據另一說法，珀耳修斯將美杜莎的頭顱埋在阿爾戈斯的市集内。據说赫拉克勒斯從雅典娜那里得到一撮美杜莎的蛇髮（和頭顱具有同樣的魔力）并且把它送给刻甫斯的女儿斯忒洛珀，以保護忒革亞城避免受到攻擊。這撮頭髮一出現在人民眼前就會引起一場暴風雨使敵人逃竄。此外，傳說美杜莎與波塞冬生有兩個兒子，他們在美杜莎被殺後，從她脖子里噴出的血液中出现，即：飛馬珀伽索斯（後來變成飛馬座）及巨人克律薩俄耳（希臘語：Χρυσάωρ）。不僅如此，珀耳修斯還收集到美杜莎身軀里流淌出來的血液，因為它有着神奇的作用。从美杜莎左翅脉血管中淌出来的血是一种致命的毒药，而右翅脉血管中淌出来的血则具有起死回生的功效，雅典娜把拥有起死回生功效的血液赠给医神阿斯克勒庇俄斯让他用这种血液来做药。

## 大眾文化
- 義大利服裝設計師吉安尼·凡賽斯的作品以希臘神話裡的「蛇髮女妖美杜莎」作為精神象徵。
- 《Fate/stay night》（2004）：日本PC遊戲，在劇中以Rider的職階受召喚登場，配音員為淺川悠。
- 《波西傑克森—神火之賊》（2005）：以希臘神話為題材的美國青年小說「波西傑克森系列」的書籍。
- 《邪神與廚二病少女》（2012）：日本漫画，之后改编为动画，美杜莎为主要角色之一。
- 《神魔之塔》（2013）：香港手機遊戲。
- 《美杜莎》（2014）：臺灣歌手蔡依林專輯《呸》中的歌曲。
- 《Fate/Grand Order》（2015）：日本手機遊戲，沿用Fate/Stay Night中的數據。
- 《闇影詩章》（2016）：日本集換式卡牌遊戲，美杜莎為其中一張吸血鬼執業的傳說卡片(毒牙公主‧梅杜莎)以及其中一張巫師傳說卡片(小甜心★梅杜莎)。於第十二彈卡包中，更再度復刻為其中一張吸血鬼為傳說卡片（魔眼邪神‧梅杜莎）。
- 《Rock of Ages II:Bigger & Boulder》（2017）：電玩遊戲，美杜莎為薩爾珀冬一關的頭目。
- 《Медуза》（2018）：俄羅斯歌手MATRANG用美杜莎做主題的歌曲。
- 《刺客信条：奥德赛》（2018）：也被称为“扭曲邪灵”的美杜莎在遊戲中登場，玩家扮演的卡珊德拉/阿利克西欧斯在与它大战一场后杀死了它，并拿走了使其由人变魔的伊甸苹果。
- 《哆啦A夢》：有一個道具為蛇髮女妖的頭（但外形與古希臘的女妖形象不同），放在一個盒子中，把該盒子打開一部分，射出眼睛發出的光線就會讓生物的肌肉變得像石頭一樣堅硬，因暫時失去感覺也不會有疲累感，要恢復時拉頭上的蛇（與希臘神話不同的是只有一隻蛇）。如果讓它逃出盒子，它也緩慢的爬行移動，並且依自己的想法來發射光線讓人或動物變成石頭，因此具有危險性。
- 《這個僧侶有夠煩》於動畫第9、12集出現。

## 外部連結
- 蛇髮女妖